# Heilstein

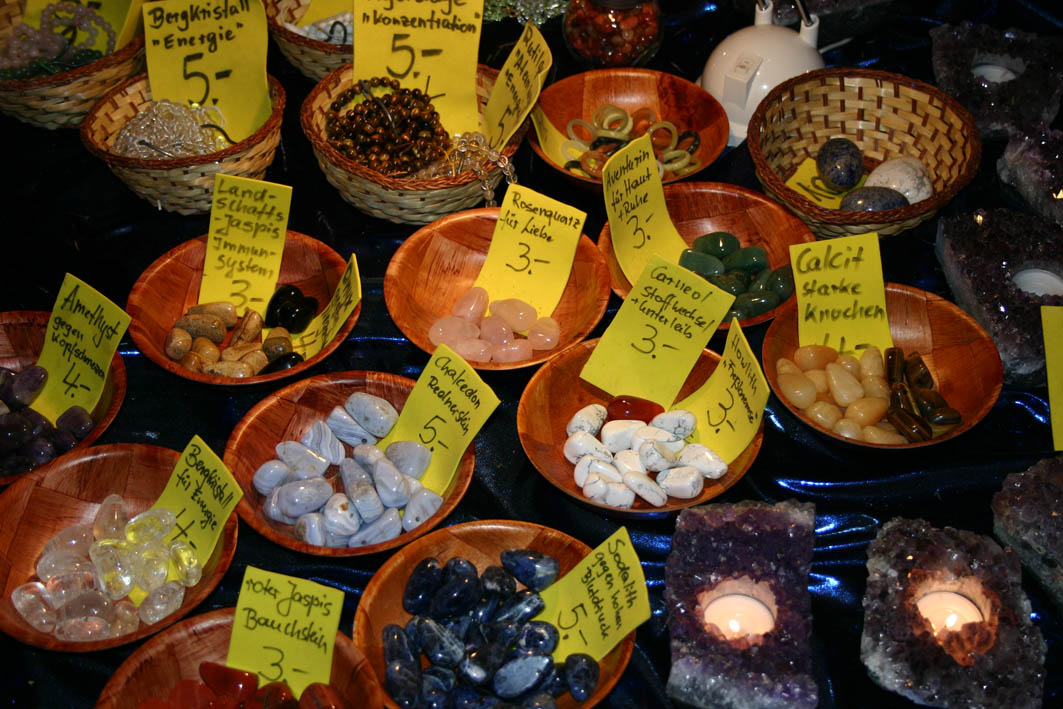
Als Heilsteine zum Kauf angebotene Minerale

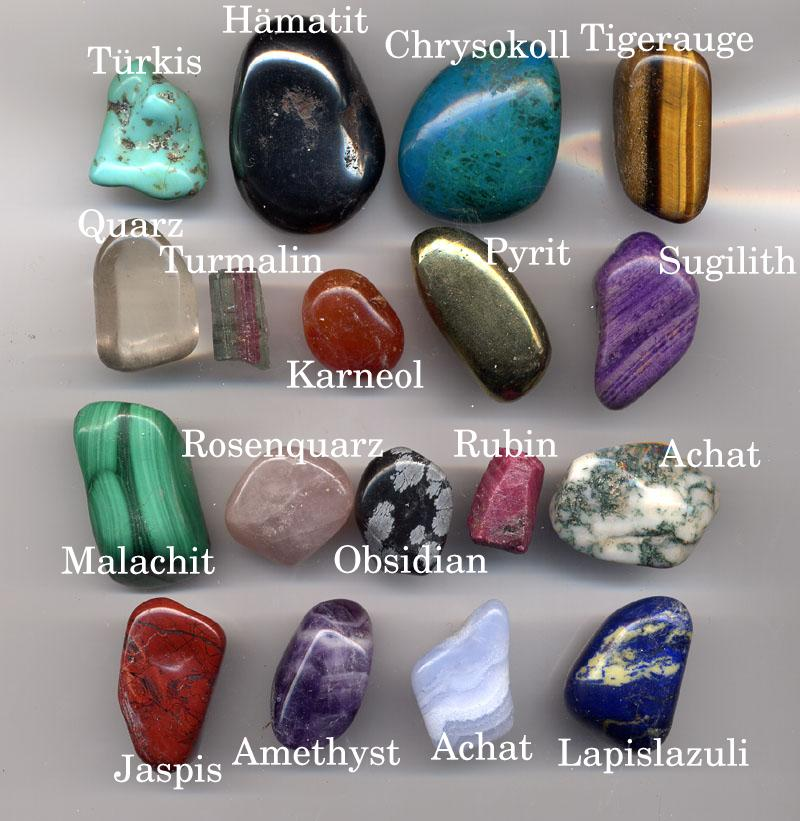
Übersicht über verschiedene Schmucksteine

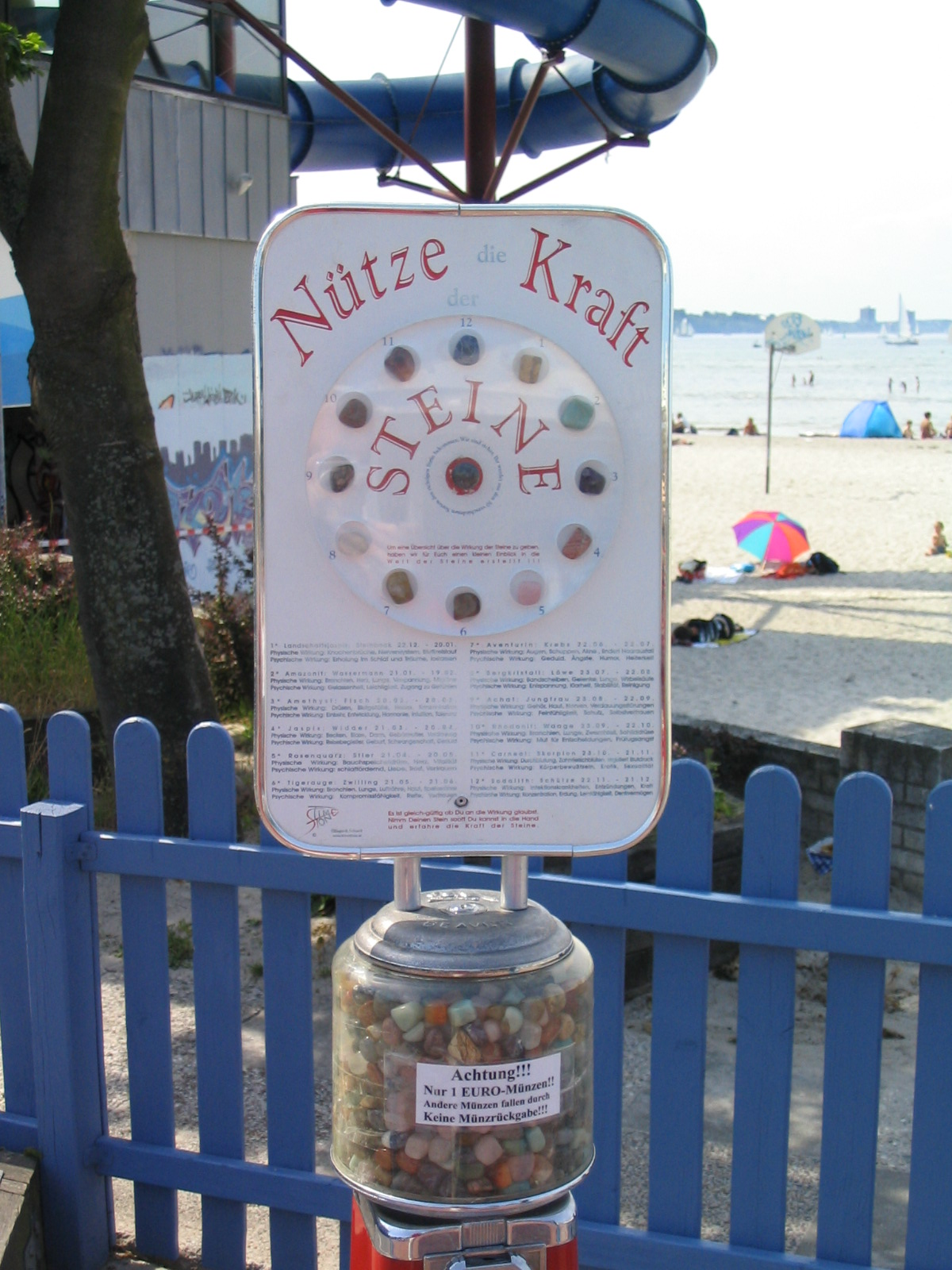
Heilsteinverkaufsautomat am Ostseestrand

Als Heilsteine oder Gesundheitssteine werden in esoterischen und pseudowissenschaftlichen Kreisen anorganische oder fossile Substanzen, vor allem Minerale bezeichnet, die bei Krankheiten angeblich eine heilende Wirkung haben oder das Befinden verbessern sollen (Edelsteintherapie; Lithotherapie).

## Geschichte
Die erste schriftliche Erwähnung über die bereits im Altertum begründete Verwendung von Heilsteinen stammt aus dem Mittelalter (De Lapidibus des Pseudo-Aristoteles). „Heilsteine“ waren im Mittelalter allerdings eher bestimmte, auffällige Dolmen oder Steindenkmäler, zu denen man heilungsuchend pilgerte. Erst im Zusammenhang mit der New-Age-Welle, die sich auch der Schriften der Medizinschriftstellerin Hildegard von Bingen bedient, hat sich der Glaube an heilende Edel- und Schmucksteine im 20. Jahrhundert in der Bevölkerung verbreitet. Die Steinanwendung kann zu den „energetischen“ Methoden der Magie gezählt werden. Allerdings geht von Steinen oder Mineralen nicht mehr oder weniger Energie im naturwissenschaftlichen Sinne aus, als von jedem anderen Stück Materie. Die Ratgeberliteratur listet zahlreiche Minerale und deren zugeschriebene Wirkungen auf, meist Quarzvarietäten wie Amethyst oder Onyx, aber auch Opal, Malachit, Hämatit und viele andere. Die Auflistung in der Literatur der Geologie bietet allerdings eine wesentlich umfangreichere Liste der Minerale.

## Angebliche Wirkung
Nach Meinung von Esoterikern wirken Heilsteine über ihre Farben (siehe Farbtherapie), ihre Form und die in ihnen enthaltenen Mineralien auf den Menschen ein. Die Effekte sollen nach „Reinigung“ und „Aufladung“ der Heilsteine auf verschiedene Weise erzielt werden können: Auf direktem Wege durch Auflegen auf betroffene Körperteile oder Tragen am Körper oder indirekt durch Einlegen in Trinkwasser oder Cremes sowie durch Aufstellen größerer Steine in der Umgebung des Behandelten.
Nach der tibetischen Medizin sollen sogenannte „Juwelenpillen“ im Rahmen einer komplexen Theorie als Heilsteine wirken. Die Heilsteinanwendung in der Tibetischen Medizin ist im Westen nur in der Schweiz von Swissmedic, als komplementärmedizinische Kategorie „Tibetische Heilmittel“ anerkannt.

## Wissenschaftliche Überprüfung
Wissenschaftliche Hinweise für eine über den Placebo-Effekt hinausgehende Wirksamkeit von Heilsteinen existieren nicht.

## Rechtliche Beurteilung von Heilsteinen
Das Landgericht Hamburg befand in einem Urteil vom 21. August 2008 (Az.: 327 O 204/08), dass das Bewerben von Heilwirkungen von Steinen und die Bezeichnung derselben als „Heilsteine“ unlauterer Wettbewerb sei, selbst wenn auf den fehlenden wissenschaftlichen Nachweis der heilenden Wirkung hingewiesen wird. Begründet wurde das Urteil damit, dass es keine Hinweise auf eine krankheitsvorbeugende oder heilende Wirkung der Steine gebe und eine solche Bezeichnung den potentiellen Kunden irreführe.

## Sicherheitshinweise
Von einigen als Heilsteine verwendeten Mineralen können gesundheitliche Gefahren ausgehen, wenn diese oder ihre Verwitterungsprodukte in den Körper gelangen. Vor allem bei der Herstellung von sogenannten Edelsteinwässern können giftige Lösungen entstehen:
- Aus Malachit lösen sich in Wasser giftige Kupferverbindungen. Daher darf das Wasser, in dem ein Malachit für einige Zeit gelegen hat, auf keinen Fall getrunken werden. Auch der Staub (z. B. beim Sägen oder Zerstoßen) kann sich giftig auf Schleimhäute oder Atemwege auswirken.[13]
- Durch Verwitterung von Schwefelkies (Pyrit, Markasit) FeS2 wird unter anderem Schwefelsäure freigesetzt. Mit nachfolgender bakterieller Reduktion kann Schwefelwasserstoff entstehen. Er gibt dem Wasser den typischen Geruch nach faulen Eiern.[14] In der Natur kommt diese Eigenschaft auch in der Namensgebung von natürlichen Schwefelquellen wie unter anderem der Schwefelquelle Östringen als „Faulborn“ oder „Stinkabrunn“ zum Ausdruck. Direkter Hautkontakt ist daher vor allem bei dem instabileren Markasit zu vermeiden.[15]
- Bei kolloidem Silber (siehe auch unerwünschte Wirkungen) bestehen Befürchtungen, dass ultrafeine Teilchen die Haut durchdringen.[16]